# Etie van Rees
Eelcoline Adrienne (Etie) van Rees (Buitenzorg, 15 mei 1890 – Aerdenhout, 14 november 1973) was een Nederlands schilder, tekenaar en keramist.

## Leven en werk
Etie (ook Eetie) van Rees werd geboren in Nederlands-Indië als dochter van Daniel François Willem van Rees (1863-1934) en Eelcoline Pruijs van der Hoeven (1867-1947). Ze kwam uit een familie van bestuurders, haar vader was onder meer directeur van het Binnenlands Bestuur en vice-president van de Raad van Nederlands-Indië. Hij was een zoon van gouverneur-generaal Otto van Rees. Van moederskant was ze een kleindochter van Abraham Pruijs van der Hoeven, gouverneur van Atjeh.
Van Rees ging als veel Indische Nederlanders naar Europa om te leren, ze kreeg onderwijs in Lausanne en Den Haag. In Den Haag kreeg ze acht maanden les van de Haagse schilder Bernard Schregel, maar verder was ze als kunstenares autodidact. Ze schilderde, aquarelleerde en tekende en maakte daarnaast etsen en litho's, ze exposeerde enkele malen in Nederlands-Indië. Van Rees trouwde in 1911 met de Schotse zakenman Neil Mac Neill, met wie ze vier kinderen kreeg. Het huwelijk hield geen stand en na de Eerste Wereldoorlog vestigde Van Rees zich met haar kinderen in Nederland. In 1924 verhuisde het gezin naar Wassenaar. Ze illustreerde in 1928 het boek De fabel van het dwerghert van Marie van Zeggelen. Als Eetie van Rees publiceerde ze in 1946 het sprookjesboek De nachtmannetjes, dat ze zelf illustreerde. Ze werd lid van de Pulchri Studio en 'de Grafische' en exposeerde meerdere malen haar aquarellen en tekeningen.
In 1952 ging Van Rees ook met keramiek aan de slag. Ze was met Harm Kamerlingh Onnes een van de eersten die keramische plastieken maakte. Ze werd bij een breder publiek bekend met haar fantasierijke dierfiguren, die ze kruipsels noemde. Voor elk dier maakte ze eerst een aantal ontwerpschetsen. De primitieve decoraties zijn deels ontleend aan de Javaanse cultuur. In 1959 won ze een gouden medaille op een internationale keramiektentoonstelling in Oostende. Vijf jaar later werd in het Museum Boijmans Van Beuningen de tentoonstelling 'Tussen mens en dier, ceramiek van Etie van Rees' gehouden, deze trok daarna ook naar andere musea. 
Vanaf 1969 woonde Van Rees in Aerdenhout. Ze overleed in 1973, op 83-jarige leeftijd. Een jaar later werd in Het Kapelhuis een herdenkingstentoonstelling gehouden. In 1990 vond in het Princessehof in Leeuwarden een grote overzichtstentoonstelling van haar werk plaats.

## Afbeeldingen

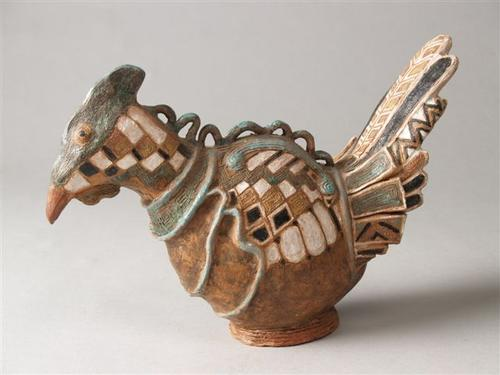
Beeld van fantasievogel met decor van wit-gele kleurvelden en guirlande over de rug (1960)
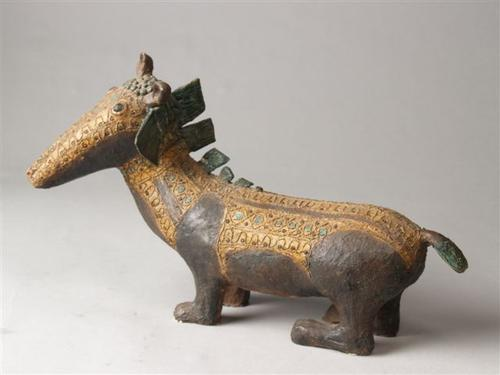
Beeld in de vorm van een teckelachtig fantasiedier met polychroom decor (1970)
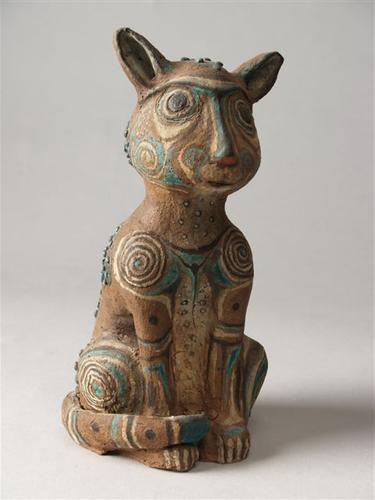
De zwerfkat (1970)
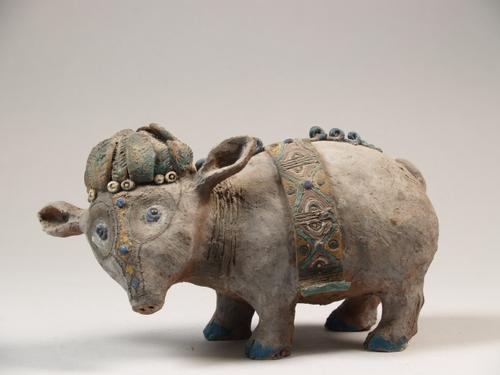
Beeld in de vorm van een tapirachtig fantasiedier met polychroom decor (1973)
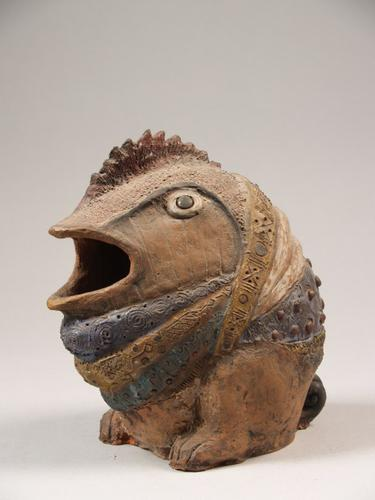
Beeld in de vorm van een kuikenachtig wezen met polychroom decor (1973)